# Праліси Бистрівського лісництва
Праліси Бистрівського лісництва — пралісова пам'ятка природи місцевого значення. Об'єкт розташований на території Долинського району Івано-Франківської області, ДП «Вигодське лісове господарство», Бистрівське лісництво, квартал 7, виділи 13, 21; квартал 16, виділ 3; квартал 17, виділи 2, 3, 4, 5; квартал 22, виділи 29, 33, 38, 39; квартал 36, виділ 12; квартал 37, виділи 14, 22.
Площа — 92,3 га, статус отриманий у 2020 році.